# Tanzaniaans voetbalelftal (mannen)
Het Tanzaniaans voetbalelftal is een team van voetballers dat Tanzania vertegenwoordigt bij internationale wedstrijden zoals CECAFA Cup en de kwalificatiewedstrijden voor het WK en de Afrika Cup.
De Football Association of Tanzania werd in 1930 opgericht en is aangesloten bij de CECAFA, de CAF en de FIFA (sinds 1964). Het Tanzaniaans voetbalelftal behaalde in februari 1995 met de 65e plaats de hoogste positie op de FIFA-wereldranglijst, in oktober 2005 werd met de 175e plaats de laagste positie bereikt.

## Deelnames aan internationale toernooien

### Wereldkampioenschap
| Wereldkampioenschap voetbal overzicht | Wereldkampioenschap voetbal overzicht | Wereldkampioenschap voetbal overzicht | Wereldkampioenschap voetbal overzicht | Wereldkampioenschap voetbal overzicht | Wereldkampioenschap voetbal overzicht | Wereldkampioenschap voetbal overzicht | Wereldkampioenschap voetbal overzicht | Wereldkampioenschap voetbal overzicht |
| Jaar                                  | Ronde                                 | Wed.                                  | W                                     | G                                     | V                                     | DV                                    | DT                                    |                                       |
| ------------------------------------- | ------------------------------------- | ------------------------------------- | ------------------------------------- | ------------------------------------- | ------------------------------------- | ------------------------------------- | ------------------------------------- | ------------------------------------- |
| 1930–1970                             | Geen deelname                         | Geen deelname                         | Geen deelname                         | Geen deelname                         | Geen deelname                         | Geen deelname                         | Geen deelname                         | Geen deelname                         |
| 1974                                  | Niet gekwalificeerd                   | Niet gekwalificeerd                   | Niet gekwalificeerd                   | Niet gekwalificeerd                   | Niet gekwalificeerd                   | Niet gekwalificeerd                   | Niet gekwalificeerd                   | Niet gekwalificeerd                   |
| 1978                                  | Teruggetrokken                        | Teruggetrokken                        | Teruggetrokken                        | Teruggetrokken                        | Teruggetrokken                        | Teruggetrokken                        | Teruggetrokken                        | Teruggetrokken                        |
| 1982                                  | Niet gekwalificeerd                   | Niet gekwalificeerd                   | Niet gekwalificeerd                   | Niet gekwalificeerd                   | Niet gekwalificeerd                   | Niet gekwalificeerd                   | Niet gekwalificeerd                   | Niet gekwalificeerd                   |
| 1986                                  | Niet gekwalificeerd                   | Niet gekwalificeerd                   | Niet gekwalificeerd                   | Niet gekwalificeerd                   | Niet gekwalificeerd                   | Niet gekwalificeerd                   | Niet gekwalificeerd                   | Niet gekwalificeerd                   |
| 1990                                  | Geen deelname                         | Geen deelname                         | Geen deelname                         | Geen deelname                         | Geen deelname                         | Geen deelname                         | Geen deelname                         | Geen deelname                         |
| 1994                                  | Teruggetrokken                        | Teruggetrokken                        | Teruggetrokken                        | Teruggetrokken                        | Teruggetrokken                        | Teruggetrokken                        | Teruggetrokken                        | Teruggetrokken                        |
| 1998                                  | Niet gekwalificeerd                   | Niet gekwalificeerd                   | Niet gekwalificeerd                   | Niet gekwalificeerd                   | Niet gekwalificeerd                   | Niet gekwalificeerd                   | Niet gekwalificeerd                   | Niet gekwalificeerd                   |
| 2002                                  | Niet gekwalificeerd                   | Niet gekwalificeerd                   | Niet gekwalificeerd                   | Niet gekwalificeerd                   | Niet gekwalificeerd                   | Niet gekwalificeerd                   | Niet gekwalificeerd                   | Niet gekwalificeerd                   |
| 2006                                  | Niet gekwalificeerd                   | Niet gekwalificeerd                   | Niet gekwalificeerd                   | Niet gekwalificeerd                   | Niet gekwalificeerd                   | Niet gekwalificeerd                   | Niet gekwalificeerd                   | Niet gekwalificeerd                   |
| 2010                                  | Niet gekwalificeerd                   | Niet gekwalificeerd                   | Niet gekwalificeerd                   | Niet gekwalificeerd                   | Niet gekwalificeerd                   | Niet gekwalificeerd                   | Niet gekwalificeerd                   | Niet gekwalificeerd                   |
| 2014                                  | Niet gekwalificeerd                   | Niet gekwalificeerd                   | Niet gekwalificeerd                   | Niet gekwalificeerd                   | Niet gekwalificeerd                   | Niet gekwalificeerd                   | Niet gekwalificeerd                   | Niet gekwalificeerd                   |
| 2018                                  | Niet gekwalificeerd                   | Niet gekwalificeerd                   | Niet gekwalificeerd                   | Niet gekwalificeerd                   | Niet gekwalificeerd                   | Niet gekwalificeerd                   | Niet gekwalificeerd                   | Niet gekwalificeerd                   |
| 2022                                  | Niet gekwalificeerd                   | Niet gekwalificeerd                   | Niet gekwalificeerd                   | Niet gekwalificeerd                   | Niet gekwalificeerd                   | Niet gekwalificeerd                   | Niet gekwalificeerd                   | Niet gekwalificeerd                   |
| 2026                                  | kwalificatie                          | kwalificatie                          | kwalificatie                          | kwalificatie                          | kwalificatie                          | kwalificatie                          | kwalificatie                          | kwalificatie                          |

| Afrika Cup overzicht | Afrika Cup overzicht | Afrika Cup overzicht | Afrika Cup overzicht | Afrika Cup overzicht | Afrika Cup overzicht | Afrika Cup overzicht | Afrika Cup overzicht | Afrika Cup overzicht |
| Jaar                 | Ronde                | Wed.                 | W                    | G                    | V                    | DV                   | DT                   | Kwal                 |
| -------------------- | -------------------- | -------------------- | -------------------- | -------------------- | -------------------- | -------------------- | -------------------- | -------------------- |
| 1957–1965            | Geen deelname        | Geen deelname        | Geen deelname        | Geen deelname        | Geen deelname        | Geen deelname        | Geen deelname        | Geen deelname        |
| 1968                 | Teruggetrokken       | Teruggetrokken       | Teruggetrokken       | Teruggetrokken       | Teruggetrokken       | Teruggetrokken       | Teruggetrokken       | Teruggetrokken       |
| 1970                 | Niet gekwalificeerd  | Niet gekwalificeerd  | Niet gekwalificeerd  | Niet gekwalificeerd  | Niet gekwalificeerd  | Niet gekwalificeerd  | Niet gekwalificeerd  | Niet gekwalificeerd  |
| 1972                 | Niet gekwalificeerd  | Niet gekwalificeerd  | Niet gekwalificeerd  | Niet gekwalificeerd  | Niet gekwalificeerd  | Niet gekwalificeerd  | Niet gekwalificeerd  | Niet gekwalificeerd  |
| 1974                 | Niet gekwalificeerd  | Niet gekwalificeerd  | Niet gekwalificeerd  | Niet gekwalificeerd  | Niet gekwalificeerd  | Niet gekwalificeerd  | Niet gekwalificeerd  | Niet gekwalificeerd  |
| 1976                 | Niet gekwalificeerd  | Niet gekwalificeerd  | Niet gekwalificeerd  | Niet gekwalificeerd  | Niet gekwalificeerd  | Niet gekwalificeerd  | Niet gekwalificeerd  | Niet gekwalificeerd  |
| 1978                 | Teruggetrokken       | Teruggetrokken       | Teruggetrokken       | Teruggetrokken       | Teruggetrokken       | Teruggetrokken       | Teruggetrokken       | Teruggetrokken       |
| 1980                 | Groepsfase           | 3                    | 0                    | 1                    | 2                    | 3                    | 6                    | (Kwal.)              |
| 1982                 | Teruggetrokken       | Teruggetrokken       | Teruggetrokken       | Teruggetrokken       | Teruggetrokken       | Teruggetrokken       | Teruggetrokken       | Teruggetrokken       |
| 1984                 | Niet gekwalificeerd  | Niet gekwalificeerd  | Niet gekwalificeerd  | Niet gekwalificeerd  | Niet gekwalificeerd  | Niet gekwalificeerd  | Niet gekwalificeerd  | Niet gekwalificeerd  |
| 1986                 | Teruggetrokken       | Teruggetrokken       | Teruggetrokken       | Teruggetrokken       | Teruggetrokken       | Teruggetrokken       | Teruggetrokken       | Teruggetrokken       |
| 1988                 | Niet gekwalificeerd  | Niet gekwalificeerd  | Niet gekwalificeerd  | Niet gekwalificeerd  | Niet gekwalificeerd  | Niet gekwalificeerd  | Niet gekwalificeerd  | Niet gekwalificeerd  |
| 1990                 | Niet gekwalificeerd  | Niet gekwalificeerd  | Niet gekwalificeerd  | Niet gekwalificeerd  | Niet gekwalificeerd  | Niet gekwalificeerd  | Niet gekwalificeerd  | Niet gekwalificeerd  |
| 1992                 | Niet gekwalificeerd  | Niet gekwalificeerd  | Niet gekwalificeerd  | Niet gekwalificeerd  | Niet gekwalificeerd  | Niet gekwalificeerd  | Niet gekwalificeerd  | Niet gekwalificeerd  |
| 1994                 | Teruggetrokken       | Teruggetrokken       | Teruggetrokken       | Teruggetrokken       | Teruggetrokken       | Teruggetrokken       | Teruggetrokken       | Teruggetrokken       |
| 1996                 | Niet gekwalificeerd  | Niet gekwalificeerd  | Niet gekwalificeerd  | Niet gekwalificeerd  | Niet gekwalificeerd  | Niet gekwalificeerd  | Niet gekwalificeerd  | Niet gekwalificeerd  |
| 1998                 | Niet gekwalificeerd  | Niet gekwalificeerd  | Niet gekwalificeerd  | Niet gekwalificeerd  | Niet gekwalificeerd  | Niet gekwalificeerd  | Niet gekwalificeerd  | Niet gekwalificeerd  |
| 2000                 | Niet gekwalificeerd  | Niet gekwalificeerd  | Niet gekwalificeerd  | Niet gekwalificeerd  | Niet gekwalificeerd  | Niet gekwalificeerd  | Niet gekwalificeerd  | Niet gekwalificeerd  |
| 2002                 | Niet gekwalificeerd  | Niet gekwalificeerd  | Niet gekwalificeerd  | Niet gekwalificeerd  | Niet gekwalificeerd  | Niet gekwalificeerd  | Niet gekwalificeerd  | Niet gekwalificeerd  |
| 2004                 | Teruggetrokken       | Teruggetrokken       | Teruggetrokken       | Teruggetrokken       | Teruggetrokken       | Teruggetrokken       | Teruggetrokken       | Teruggetrokken       |
| 2006                 | Niet gekwalificeerd  | Niet gekwalificeerd  | Niet gekwalificeerd  | Niet gekwalificeerd  | Niet gekwalificeerd  | Niet gekwalificeerd  | Niet gekwalificeerd  | Niet gekwalificeerd  |
| 2008                 | Niet gekwalificeerd  | Niet gekwalificeerd  | Niet gekwalificeerd  | Niet gekwalificeerd  | Niet gekwalificeerd  | Niet gekwalificeerd  | Niet gekwalificeerd  | Niet gekwalificeerd  |
| 2010                 | Niet gekwalificeerd  | Niet gekwalificeerd  | Niet gekwalificeerd  | Niet gekwalificeerd  | Niet gekwalificeerd  | Niet gekwalificeerd  | Niet gekwalificeerd  | Niet gekwalificeerd  |
| 2012                 | Niet gekwalificeerd  | Niet gekwalificeerd  | Niet gekwalificeerd  | Niet gekwalificeerd  | Niet gekwalificeerd  | Niet gekwalificeerd  | Niet gekwalificeerd  | Niet gekwalificeerd  |
| 2013                 | Niet gekwalificeerd  | Niet gekwalificeerd  | Niet gekwalificeerd  | Niet gekwalificeerd  | Niet gekwalificeerd  | Niet gekwalificeerd  | Niet gekwalificeerd  | Niet gekwalificeerd  |
| 2015                 | Niet gekwalificeerd  | Niet gekwalificeerd  | Niet gekwalificeerd  | Niet gekwalificeerd  | Niet gekwalificeerd  | Niet gekwalificeerd  | Niet gekwalificeerd  | Niet gekwalificeerd  |
| 2017                 | Niet gekwalificeerd  | Niet gekwalificeerd  | Niet gekwalificeerd  | Niet gekwalificeerd  | Niet gekwalificeerd  | Niet gekwalificeerd  | Niet gekwalificeerd  | Niet gekwalificeerd  |
| 2019                 | Groepsfase           | 3                    | 0                    | 0                    | 2                    | 2                    | 8                    | (Kwal.)              |
| 2021                 | Niet gekwalificeerd  | Niet gekwalificeerd  | Niet gekwalificeerd  | Niet gekwalificeerd  | Niet gekwalificeerd  | Niet gekwalificeerd  | Niet gekwalificeerd  | Niet gekwalificeerd  |
| 2023                 | Groepsfase           | 3                    | 0                    | 2                    | 1                    | 1                    | 4                    | (Kwal.)              |
| 2025                 |                      |                      |                      |                      |                      |                      |                      | (Kwal.)              |

| African Championship of Nations overzicht | African Championship of Nations overzicht | African Championship of Nations overzicht | African Championship of Nations overzicht | African Championship of Nations overzicht | African Championship of Nations overzicht | African Championship of Nations overzicht | African Championship of Nations overzicht | African Championship of Nations overzicht |
| Jaar                                      | Ronde                                     | Wed.                                      | W                                         | G                                         | V                                         | DV                                        | DT                                        | Kwal                                      |
| ----------------------------------------- | ----------------------------------------- | ----------------------------------------- | ----------------------------------------- | ----------------------------------------- | ----------------------------------------- | ----------------------------------------- | ----------------------------------------- | ----------------------------------------- |
| 2009                                      | Groepsfase                                | 3                                         | 1                                         | 1                                         | 1                                         | 2                                         | 2                                         | (Kwal.)                                   |
| 2011                                      | Niet gekwalificeerd                       | Niet gekwalificeerd                       | Niet gekwalificeerd                       | Niet gekwalificeerd                       | Niet gekwalificeerd                       | Niet gekwalificeerd                       | Niet gekwalificeerd                       | Niet gekwalificeerd                       |
| 2014                                      | Niet gekwalificeerd                       | Niet gekwalificeerd                       | Niet gekwalificeerd                       | Niet gekwalificeerd                       | Niet gekwalificeerd                       | Niet gekwalificeerd                       | Niet gekwalificeerd                       | Niet gekwalificeerd                       |
| 2016                                      | Niet gekwalificeerd                       | Niet gekwalificeerd                       | Niet gekwalificeerd                       | Niet gekwalificeerd                       | Niet gekwalificeerd                       | Niet gekwalificeerd                       | Niet gekwalificeerd                       | Niet gekwalificeerd                       |
| 2018                                      | Niet gekwalificeerd                       | Niet gekwalificeerd                       | Niet gekwalificeerd                       | Niet gekwalificeerd                       | Niet gekwalificeerd                       | Niet gekwalificeerd                       | Niet gekwalificeerd                       | Niet gekwalificeerd                       |
| 2020                                      | Groepsfase                                | 3                                         | 1                                         | 1                                         | 1                                         | 3                                         | 4                                         | (Kwal.)                                   |
| 2022                                      | Niet gekwalificeerd                       | Niet gekwalificeerd                       | Niet gekwalificeerd                       | Niet gekwalificeerd                       | Niet gekwalificeerd                       | Niet gekwalificeerd                       | Niet gekwalificeerd                       | Niet gekwalificeerd                       |

| CECAFA Cup overzicht | CECAFA Cup overzicht | CECAFA Cup overzicht | CECAFA Cup overzicht | CECAFA Cup overzicht | CECAFA Cup overzicht | CECAFA Cup overzicht | CECAFA Cup overzicht | CECAFA Cup overzicht |
| Jaar                 | Ronde                | Wed.                 | W                    | G                    | V                    | DV                   | DT                   |                      |
| -------------------- | -------------------- | -------------------- | -------------------- | -------------------- | -------------------- | -------------------- | -------------------- | -------------------- |
| 1973                 | Tweede               | 3                    | 2                    | 0                    | 1                    | 4                    | 3                    |                      |
| 1974                 | Kampioen             | 3                    | 1                    | 2                    | 0                    | 3                    | 2                    |                      |
| 1975                 | Halve finale         | 3                    | 1                    | 0                    | 2                    | 7                    | 6                    |                      |
| 1976                 | Groepsfase           | 2                    | 0                    | 2                    | 0                    | 2                    | 2                    |                      |
| 1977                 | Groepsfase           | 2                    | 0                    | 1                    | 1                    | 2                    | 4                    |                      |
| 1978                 | Geen deelname        | Geen deelname        | Geen deelname        | Geen deelname        | Geen deelname        | Geen deelname        | Geen deelname        |                      |
| 1979                 | Derde                | 6                    | 2                    | 3                    | 1                    | 10                   | 11                   |                      |
| 1980                 | Tweede               | 4                    | 2                    | 1                    | 1                    | 3                    | 2                    |                      |
| 1981                 | Tweede               | 5                    | 3                    | 1                    | 1                    | 8                    | 5                    |                      |
| 1982                 | Groepsfase           | 3                    | 0                    | 0                    | 3                    | 0                    | 6                    |                      |
| 1983                 | Groepsfase           | 4                    | 0                    | 3                    | 1                    | 2                    | 3                    |                      |
| 1984                 | Groepsfase           | 3                    | 0                    | 2                    | 1                    | 4                    | 5                    |                      |
| 1985                 | Groepsfase           | 2                    | 0                    | 0                    | 2                    | 2                    | 4                    |                      |
| 1987                 | Groepsfase           | 3                    | 0                    | 1                    | 2                    | 2                    | 5                    |                      |
| 1988                 | Groepsfase           | 3                    | 0                    | 2                    | 1                    | 0                    | 1                    |                      |
| 1989                 | Groepsfase           | 3                    | 0                    | 0                    | 3                    | 2                    | 10                   |                      |
| 1990                 | Derde                | 5                    | 2                    | 2                    | 1                    | 5                    | 3                    |                      |
| 1991                 | Groepsfase           | 2                    | 0                    | 1                    | 1                    | 1                    | 6                    |                      |
| 1992                 | Groepsfase           | 4                    | 1                    | 1                    | 2                    | 4                    | 5                    |                      |
| 1992                 | Tweede               | 5                    | 2                    | 2                    | 1                    | 5                    | 2                    |                      |
| 1994                 | Kampioen             | 5                    | 4                    | 1                    | 0                    | 11                   | 2                    |                      |
| 1995                 | Groepsfase           | 3                    | 1                    | 1                    | 1                    | 10                   | 4                    |                      |
| 1996                 | Groepsfase           | 2                    | 0                    | 0                    | 2                    | 2                    | 4                    |                      |
| 1999                 | Kwartfinale          | 3                    | 1                    | 1                    | 1                    | 2                    | 2                    |                      |
| 2000                 | Geen deelname        | Geen deelname        | Geen deelname        | Geen deelname        | Geen deelname        | Geen deelname        | Geen deelname        |                      |
| 2001                 | Kwartfinale          | 4                    | 3                    | 0                    | 1                    | 8                    | 4                    |                      |
| 2002                 | Tweede               | 6                    | 3                    | 2                    | 1                    | 7                    | 8                    |                      |
| 2003                 | Teruggetrokken       | Teruggetrokken       | Teruggetrokken       | Teruggetrokken       | Teruggetrokken       | Teruggetrokken       | Teruggetrokken       |                      |
| 2004                 | Groepsfase           | 4                    | 0                    | 0                    | 4                    | 3                    | 13                   |                      |
| 2005                 | Groepsfase           | 4                    | 2                    | 1                    | 1                    | 5                    | 5                    |                      |
| 2006                 | Kwartfinale          | 4                    | 3                    | 0                    | 1                    | 8                    | 2                    |                      |
| 2007                 | Kwartfinale          | 4                    | 2                    | 1                    | 1                    | 4                    | 3                    |                      |
| 2008                 | Derde                | 6                    | 3                    | 0                    | 3                    | 9                    | 8                    |                      |
| 2009                 | Vierde               | 6                    | 3                    | 0                    | 3                    | 7                    | 5                    |                      |
| 2010                 | Kampioen             | 6                    | 4                    | 1                    | 1                    | 7                    | 1                    |                      |
| 2011                 | Vierde               | 6                    | 2                    | 0                    | 4                    | 6                    | 7                    |                      |
| 2012                 | Derde                | 6                    | 3                    | 1                    | 2                    | 12                   | 5                    |                      |
| 2013                 | Vierde               | 6                    | 2                    | 3                    | 1                    | 6                    | 5                    |                      |
| 2015                 | Kwartfinale          | 4                    | 2                    | 2                    | 0                    | 8                    | 3                    |                      |
| 2017                 | Groepsfase           | 4                    | 0                    | 1                    | 3                    | 2                    | 5                    |                      |
| 2019                 | Vierde               | 5                    | 1                    | 1                    | 3                    | 2                    | 4                    |                      |

| COSAFA Cup overzicht | COSAFA Cup overzicht | COSAFA Cup overzicht | COSAFA Cup overzicht | COSAFA Cup overzicht | COSAFA Cup overzicht | COSAFA Cup overzicht | COSAFA Cup overzicht | COSAFA Cup overzicht |
| Jaar                 | Ronde                | Wed.                 | W                    | G                    | V                    | DV                   | DT                   |                      |
| -------------------- | -------------------- | -------------------- | -------------------- | -------------------- | -------------------- | -------------------- | -------------------- | -------------------- |
| 1997                 | Vierde               | 4                    | 0                    | 3                    | 1                    | 4                    | 7                    |                      |
| 2015                 | Groepsfase           | 3                    | 0                    | 0                    | 3                    | 0                    | 4                    |                      |
| 2017                 | Derde                | 6                    | 2                    | 3                    | 1                    | 6                    | 5                    |                      |
| 2025                 | Groepsfase           | 2                    | 1                    | 0                    | 1                    | 2                    | 2                    |                      |

1. ↑  1992: Tanzania deed mee met twee teams. Het A-team strandde in de groepsfase. Het B-team werd tweede.

## FIFA-wereldranglijst[1]
| 1993 | 1994 | 1995 | 1996 | 1997 | 1998 | 1999 | 2000 | 2001 | 2002 | 2003 | 2004 | 2005 | 2006 | 2007 | 2008 | 2009 | 2010 | 2011 | 2012 | 2013 | 2014 | 2015 | 2016 | 2017 | 2018 |
| ---- | ---- | ---- | ---- | ---- | ---- | ---- | ---- | ---- | ---- | ---- | ---- | ---- | ---- | ---- | ---- | ---- | ---- | ---- | ---- | ---- | ---- | ---- | ---- | ---- | ---- |
| 98   | 74   | 70   | 89   | 96   | 118  | 128  | 140  | 149  | 153  | 159  | 172  | 165  | 110  | 89   | 99   | 106  | 116  | 137  | 130  | 120  | 105  | 132  | 156  | 147  | 138  |

FAT · A-internationals · Olympische elftal · Vrouwenelftal
Algerije ·
Angola ·
Benin ·
Botswana ·
Brazilië ·
Bulgarije ·
Burkina Faso ·
Burundi ·
Centraal-Afrikaanse Republiek ·
China ·
Congo-Brazzaville ·
Congo-Kinshasa ·
Djibouti ·
Egypte ·
Equatoriaal-Guinea ·
Eritrea ·
Ethiopië ·
Gabon ·
Gambia ·
Ghana ·
Guinee ·
Indonesië ·
Ivoorkust ·
Jemen ·
Kaapverdië ·
Kameroen ·
Kenia ·
Lesotho ·
Liberia ·
Libië ·
Madagaskar ·
Malawi ·
Marokko ·
Mauritanië ·
Mauritius ·
Mongolië ·
Mozambique ·
Namibië ·
Nieuw-Zeeland ·
Niger ·
Nigeria ·
Oeganda ·
Palestina ·
Rwanda ·
Saoedi-Arabië ·
Senegal ·
Seychellen ·
Soedan ·
Somalië ·
Swaziland ·
Togo ·
Tsjaad ·
Tunesië ·
Zambia ·
Zimbabwe ·
Zuid-Afrika